# 一〇式繋留気球
一〇式繋留気球（ひとまるしきけいりゅうききゅう）は、大日本帝国海軍の繋留気球。製造は藤倉工業（現藤倉コンポジット）が行った。一号型繋留気球（いちごうがたけいりゅうききゅう）や改良M型繋留気球（かいりょうMがたけいりゅうききゅう）とも呼ばれる。

## 概要
軽巡洋艦以上の戦艦や巡洋艦、潜水母艦といった大型艦艇に主に艦載される有人気球で、射撃観測や対潜哨戒、魚雷監視、偵察・捜索などを用途とする。
原型となったのは、横須賀海軍航空隊への気球隊設置に伴い、1917年（大正6年）あるいは1918年（大正7年）に1基が輸入されたイギリス製のM型繋留気球（M式繋留気球）であり、巡洋戦艦「金剛」などでの試用における成績が優秀だったため、1919年（大正8年）のM型2基の国産化を経て、改良を加えた上で1920年（大正9年）に製造された4基、あるいは1921年（大正10年）度に製造された第一号から第六号繋留気球までの6基を皮切りに調達が始まった。当初の呼称は「改良M型繋留気球」だったが、1924年（大正13年）4月21日に「一号型繋留気球」へと改称され、さらに1927年（昭和2年）5月12日には「一〇式繋留気球」の名で兵器として採用されている。
連合艦隊や横須賀海軍航空隊などに配備され、教練発射などの訓練や航路保安といった運用法の研究に用いられた。1929年（昭和4年）までに70基あるいは71基が生産されたとされるが、1926年（大正15年）度の時点で五一号（製造番号八六号）の一号型が用いられていたとする資料も残っている。飛行機の発達に伴い、1930年（昭和5年）6月1日には海軍気球隊が、翌1931年（昭和6年）には「一時」という形で海軍の気球そのものが廃止され、当時残っていた気球は軍需部に還納されている。気球廃止に先駆けて廃兵器となった一〇式の中には、落下傘研究のための投下試験用として製造元の藤倉に払い下げられたものもあった。
高速曳航向けの流線型かつ舵嚢を有する形式の気嚢を持つ。気嚢の容積はM型のものよりも若干増加しており、水素ガスを充填して用いられる。1921年（大正10年）10月まではイギリスから輸入された球皮を用いて製造されていたが、同年11月からは日本製球皮へと切り替えられた。繋留用の鋼索は電話線を心線とする。雷雨との遭遇時のガス爆発を予防すべく放電装置を備える他、直撃した雷を曳航中の艦艇まで地絡させられるように設計されていた。さらに、第三航空船の爆発事故を受けて、1925年（大正14年）6月以降に生産された機体には、球皮にも電気的な安全性を向上させる改修が加えられている。また、非常時の脱出用にスペンサー型落下傘も搭載していた。
派生型として、設計はそのままで牛腸皮を球皮に用いた「B・D繋留気球」が、1926年（大正15年）に東京イー・シー工業（現三菱電機）にて1基試作されているが、同年3月から8月にかけて実験が行われたのみで採用には至っていない。

## 諸元
出典：『航空技術の全貌（上）』 319頁、『日本海軍航空史（3）』 556,569頁。
- 全長：25.00 m
- 全幅：12.40 m
- 最大直径：8.14 m
- 気嚢全高：17.40 m
- 気嚢全容積：930 m3[24]あるいは940 m3[23][30]
- 重量：535 kg
- 昇騰高度：550 m
- 繋留索全長：1,000 m